# طاعون خیارکی
طاعون خیارکی یا طاعون بوبونیک (به انگلیسی: Bubonic plague) متداول‌ترین حالت طاعون است که با نیش کک یا گازگرفتگی موش آلوده بوجود می‌آید. طاعون خیارکی یکی از سه نوع طاعون ناشی از باکتری یرسینیا پستیس است.
طاعون ابتدا باعث مرگ شمار بسیار زیادی از موش‌ها می‌شود؛ بنابراین، کک‌ها به دنبال میزبان دیگر، به انسان‌ها یا حیوانات خانگی حمله کرده و باعث آلودگی آن‌ها می‌شوند. دوره نهفتگی بیماری بین دو تا شش روز طول می‌کشد. سپس علایم اولیه، یعنی لرز و تب بالا، سرگیجه، درد شدید ماهیچه و مفاصل، کوفتگی، و سردرد ظاهر می‌شوند از علایم دیگر، کم‌شدن آب بدن و عطش دایمی بیمار است. پس از ۲۴ ساعت، خیارک‌هایی بر روی بدن بیمار به‌وجود می‌آیند.
خیارک‌ها غدد لنفاوی هستند که متورم شده‌اند. این خیارک‌ها معمولاً در اطراف ناحیهٔ نیش کک ظاهر می‌شوند و به تدریج بزرگ می‌شوند و بسیار دردناک و حساس هستند. درصورتی که بیمار به‌موقع درمان نشود، علایم هشدار دهنده‌ای همچون افزایش ضربان قلب، آشفتگی و هذیان ظاهر می‌شوند. در این صورت بیمار پس از ۳۶ ساعت می‌میرد. البته ۲۰ تا ۴۰٪ این بیماران ممکن است به‌طور ناگهانی پس از یک دورهٔ نقاهت طولانی، از مرگ نجات یابند.

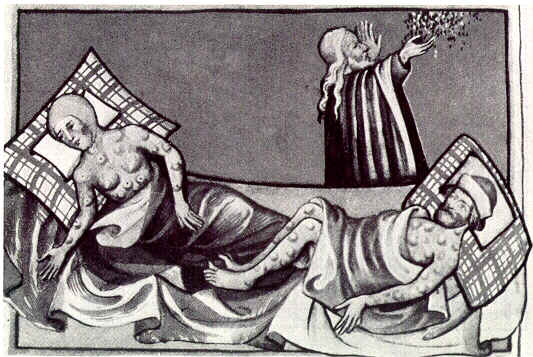
طاعون خیارکی

## همه‌گیری‌ها در تاریخ

### مرگ سیاه
مرگ سیاه یک اپیدمی طاعون از نوع طاعون خیارکی و ویرانگرترین بیماری همه‌گیر تاریخ است که در دوره اوج خود بین سال‌های ۱۳۴۷ تا ۱۳۵۱ میلادی اروپا را درنوردید. این نخستین همه‌گیری بزرگ در اروپا و دومین آن در جهان و تنها نخستین همه‌گیری بود که به‌طور دقیق توسط مورخان توصیف شده‌است. بیماری در دهه ۱۳۳۰ میلادی از قرقیزستان در آسیای مرکزی شیوع پیدا کرد. نخستین موارد شیوع بیماری در ۱۳۴۶ میلادی در مناطق دریای سیاه و دریای خزر مشاهده شد.
شمار مرگ‌ومیر از این بیماری در این دوره کاملاً مشخص نیست، اما برآورد آن حدود ۶۰ درصد جمعیت اوراسیا و بین  ۲۰۰ میلیون نفر در منطقه اوراسیا طی این چند سال است. منابع تاریخی زیادی دربارهٔ همه‌گیری طاعون سیاه در آسیا وجود ندارد. تخمین زده می‌شود که یک‌سوم جمعیت ایران در آن زمان کشته شدند. طاعون سیاه بحران‌های و پی‌آمدهای بسیار اقتصادی، اجتماعی و مذهبی به‌دنبال داشت.

### سده ۱۷ میلادی
طاعون خیارکی در نیمه دوم سده ۱۷ (میلادی) در بریتانیا شایع شد و حدود یک پنجم‌جمعیت لندن را کشت.

### سده ۱۹ میلادی
در سده ۱۹ (میلادی) نیز طاعون خیارکی چندین‌بار در چین و هند همه‌گیر شد و در مجموع، جان حدود دوازده میلیون نفر را گرفت.

## امروزه
امروزه، موارد طاعون نادر بوده‌اند. طاعون سیاه با آنتی‌بیوتیک درمان می‌شود. بین سال‌های ۲۰۱۰ تا ۲۰۱۵ در جهان ۳۲۴۸ مورد ابتلای به این بیماری از چهل کشور گزارش شد که ۵۸۴ مورد به مرگ فرد مبتلا انجامید.